# Brian Yersky
Brian D. Yersky (ur. 13 stycznia 1982) – amerykański kulturysta.

## Kariera
Przynależy do federacji NPC, startuje w kategorii wagowej superciężkiej. Pierwsze zawody zwyciężył już w 2005 roku (w kat. ciężkiej) i było to John Seif Classic. Od tego czasu zaskarbił sobie liczne inne wyróżnienia i stał się prominentną postacią amerykańskiego sportu kulturystycznego.

## Warunki fizyczne
- wzrost: 178 cm
- waga w sezonie: 109 kg
- waga poza sezonem: 129 kg

## Osiągi (wybór)
- 2005:
  - John Seif Classic, kategoria ciężka – I m-ce
  - Ohio State Championships, kat. superciężka – I m-ce
- 2006:
  - Junior Nationals – federacja NPC, kat. superciężka – XIII m-ce
  - Los Angeles Championships – fed. NPC, kat. superciężka – III m-ce
  - North American Championships – fed. IFBB, kat. superciężka – poza czołówką
  - Pittsburgh Championships, kat. superciężka – I m-ce
  - Mike Francois Classic, kat. superciężka – I m-ce
  - Ultimate Bodybuilding Showdown – całkowity zwycięzca
- 2007:
  - Collegiate Nationals – fed. NPC, kat. superciężka – I m-ce
  - Junior California – fed. NPC, kat. ciężka – I m-ce
- 2008:
  - Junior Nationals – fed. NPC, kat. superciężka – IV m-ce
  - Junior USA – fed. NPC, kat. superciężka – III m-ce
  - 54th Annual Rochester Bodybuilding Championships – całkowity zwycięzca
- 2009:
  - Junior Nationals – fed. NPC, kat. superciężka – III m-ce
  - North American Championships – fed. IFBB, kat. superciężka – V m-ce
  - USA Championships – fed. NPC, kat. superciężka – VIII m-ce
- 2010:
  - North American Championships – fed. IFBB, kat. superciężka – V m-ce
  - USA Championships – fed. NPC, kat. superciężka – III m-ce